# Antoine Predock
Antoine Predock (Lebanon,  24 de junho de 1936 – Albuquerque, 2 de março de 2024) foi um arquiteto estadunidense. É diretor do estúdio Antoine Predock Architect PC, estabelecido em 1967. Predock estudou na Universidade do Novo México e obteve o bacharelado em arquitetura na Universidade Columbia.
Em 1989, recebeu o New Mexico Governor's Award for Excellence in the Arts. Recebeu a Medalha de Ouro do AIA de 2006.

## Projetos notáveis

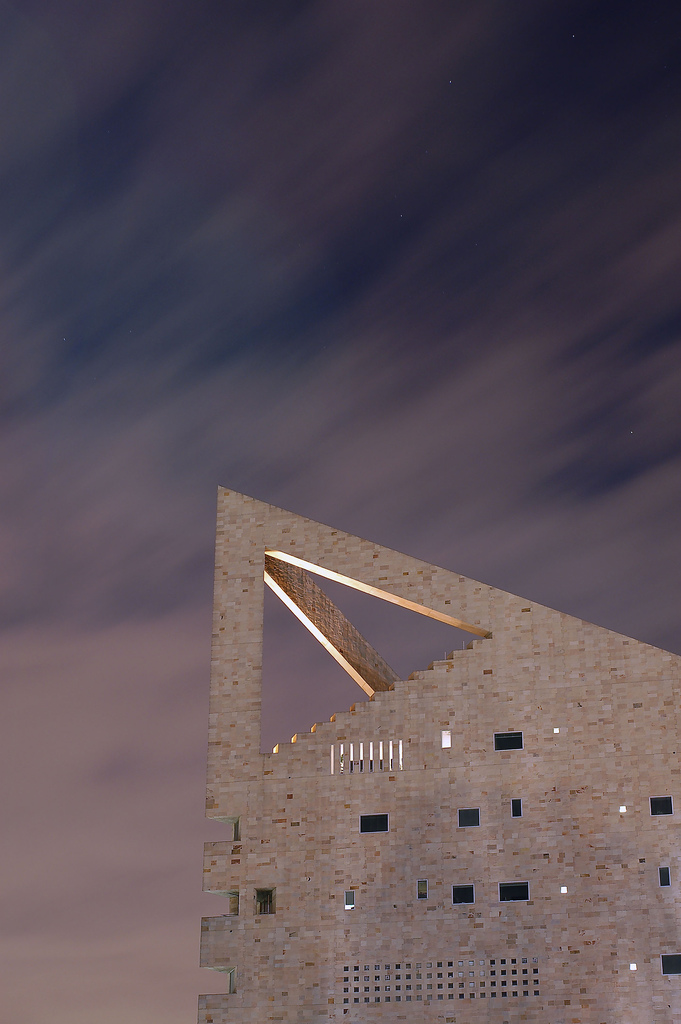
CLA Building na California State Polytechnic University, Pomona.

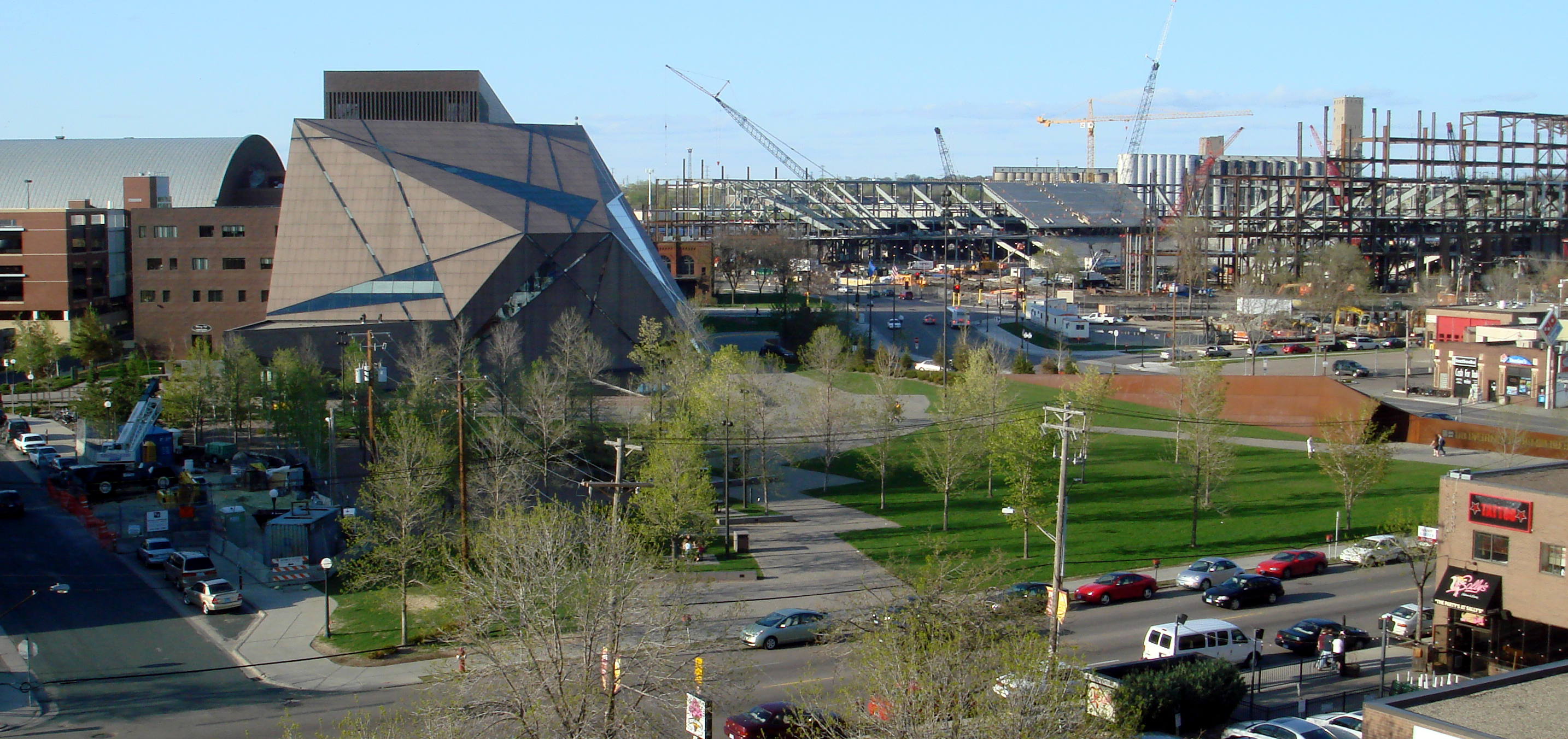
McNamara Alumni Center, Universidade de Minnesota.

- 1970 – La Luz Community, Novo México
- 1971 – Edifício da University of New Mexico School of Law
- 1979 – Albuquerque Museum of Art and History,  Novo México
- 1982 – Rio Grande Nature Center State Park,  Novo México
- 1989 – Nelson Fine Arts Center, Universidade do Estado do Arizona, Arizona
- 1990 – Las Vegas Central Library + Children’s Museum, Nevada
- 1991 – Mandell Weiss Forum, Universidade da Califórnia em San Diego
- 1991 – Casa em Venice, Califórnia
- 1992 – CLA Building, California State Polytechnic University, Pomona (Cal Poly Pomona)
- 1992 – Disney's Hotel Santa Fe, Disneyland Resort Paris, França
- 1993 – American Heritage Center, Universidade de Wyoming
- 1993 – Turtle Creek House, Texas
- 1994 – Mesa Public Library, Los Alamos, Novo México
- 1994 – Social Sciences + Humanities Building, University of California, Davis
- 1994 – Thousand Oaks Civic Center, Califórnia
- 1995 – Museum of Science & Industry (Tampa), Flórida
- 1995 – Ventana Vista School, Arizona
- 1996 – Center for Integrated Systems, Universidade Stanford, Califórnia
- 1996 – Music Conservatory, Universidade da Califórnia em Santa Cruz
- 1997 – Arizona Science Center, Arizona
- 1997 – Center for Nanoscale Science + Technology, Universidade Rice, Texas
- 1997 – Dance Studio, Universidade da Califórnia em San Diego
- 1997 – Spencer Theater, Novo México
- 2000 – McNamara Alumni Center, Universidade de Minnesota
- 2000 – Tang Teaching Museum – Skidmore College, Saratoga Springs, Nova Iorque
- 2003 – Robert Hoag Rawlings Public Library, Colorado
- 2003 – Tacoma Art Museum, Washington
- 2004 – Austin City Hall, Texas
- 2004 – Flint RiverQuarium, Albany, Geórgia
- 2004 – Performing Arts + Learning Center, Pima Community College, Condado de Pima, Arizona
- 2004 – Petco Park do San Diego Padres, Califórnia
- 2004 – National Palace Museum, Taiwan, retirou-se em 2008[3]
- 2006 – Discovery Canyon Campus School, Colorado
- 2006 – Highlands Pond House
- 2006 – Recreation Facility, Universidade Estadual de Ohio, Ohio
- 2007 – George Pearl Hall, School of Architecture, Universidade do Novo México
- 2007 – Indian Community School, Franklin, Wisconsin
- 2007 – Doudna Fine Arts Center, Eastern Illinois University
- 2008 – Trinity River Audubon Center, Dallas, Texas
- 2014 – Canadian Museum for Human Rights, Winnipeg, Manitoba
- Em execução – Cornerstone Arts Center, Colorado College
- Em execução – Hotel na The French Laundry, Califórnia

## Morte
Predock morreu no dia 4 de março de 2024, aos 87 anos.